# Eugene Bingham
Eugene Cook Bingham (* 8 de diciembre de 1878 - 6 de noviembre de 1945) fue catedrático estadounidense y director del departamento de Química del Lafayette College. Bingham hizo numerosas contribuciones a la Reología, un término que creó con Markus Reiner.

## Algunas publicaciones
- Journal of Industrial and Engineering Chemistry (1914) vol 6(3) pp 233-237 A new viscometer for general scientific and technical purposes
- Journal of Physical Chemistry (1914) vol 18 (2) pp. 157-165 The Viscosity of Binary Mixtures
- Fluidity and Plasticity (1922) McGraw-Hill (Internet Digital Archive)
- Journal of Physical Chemistry (1925) vol 29 (10) pp. 1201-1204 Plasticity
- Review of Scientific Instruments (1933) vol 4 p. 473 The New Science of Rheology